# Національний музей Алеппо
Національний музей Алеппо (араб. متحف حلب الوطني) — найбільший музей сирійського міста Алеппо. Заснований 1931 року. Розташований в північній частині центрального району міста, на вулиці Барон поряд з готелем Барон, неподалік від дзвіниці Баб Аль-Фарадж. Основна експозиція музею присвячена археології Сирії, більшість експонатів походять з північних районів країни.

## Історія
1931 року, згідно з рішенням сирійської влади, у невеликому палаці османських часів було засновано національний музей. 1966 року замале приміщення було знесене, а на його місці споруджено більшу споруду, де музей знаходиться й до сьогодні.

## Колекції
У музеї представлено експонати з усіх періодів історії Сирії. Проте основу колекції становлиять експонати залізної доби та ісламського часу. Вхід до музею зроблено у вигляді монументального фасаду арамейського палацу 9 ст. до н. е. Тель Халаф.

### Перший поверх
На першому поверсі розташовано два відділення музею: відділення доісторичної культури та відділення давньосирійської цивілізації.
Відділення доісторичної культури знаходиться у великому залі, де представлено різноманітні знаряддя кам'яної доби, знайдені в містах Алеппо, Ебла та в селі Айн Дара. Тут пакож представлена реконструкція, можливо, найдавнішого людського житла, що було споруджене близько 8500 року до н. е. і знайдене на території городища Мурейбет.
Відділення давньосирійської цивілізації займає декілька залів, кожен з яких представляє певний географічний район Сирії. Тут представлено багато бронзових виробів з міст Хама та Угарит, статуї та глиняні таблички з клинописом з міста Марі та городища Тель Брак. Залізна доба представлена знаряддями та статуями в асирійському стилі з розкопок у Джезіре та на узбережжі Євфрату.

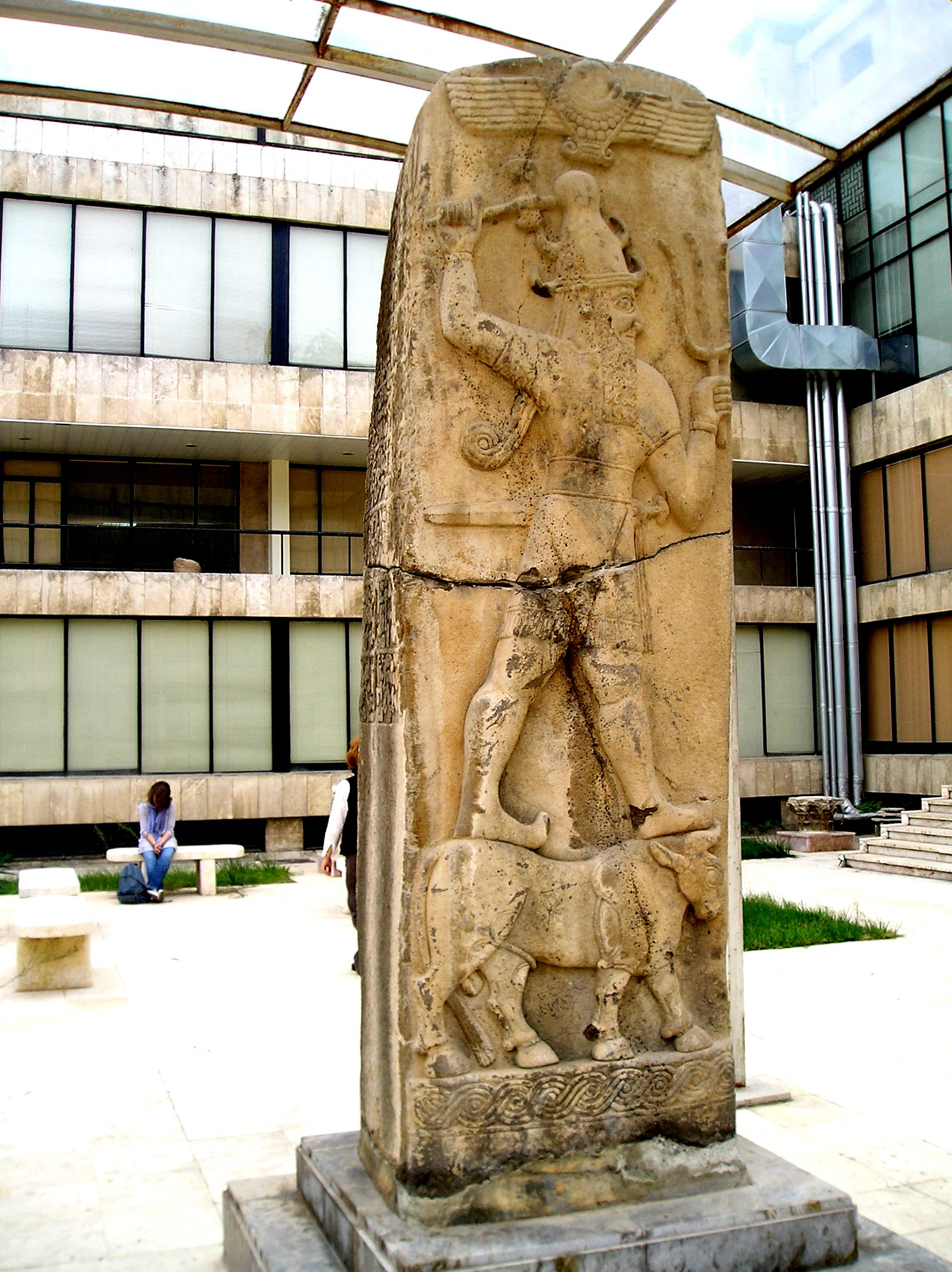
Статуя хеттського бога Таргунзи

### Другий поверх
На другому поверсі розташовано ще три відділення:
- Відділення класичних арефактів: різні експонати грецького, геленістичного, римського та візантійського періодів (монети, скляна мозаїка, кераміка).
- Відділення арабо-ісламської кульутри: арабські монети, рукописи, кераміка, старовинний саркофаг і астролябія 12 ст.
- Відділення сучасного мистецтва: твори сучасних сирійських митців.

### Двори музею
У внутрішньому дворі музею представлено монументальні базальтові статуї міфічних персонажів хеттів та римлян, а також велика мозаїка з 3 ст. нової доби. У дворі перед входом виставлено пам'ятки асирійського, аремейського, візантійського та арабського мистецтва..

## Галерея

Національний музей Алеппо
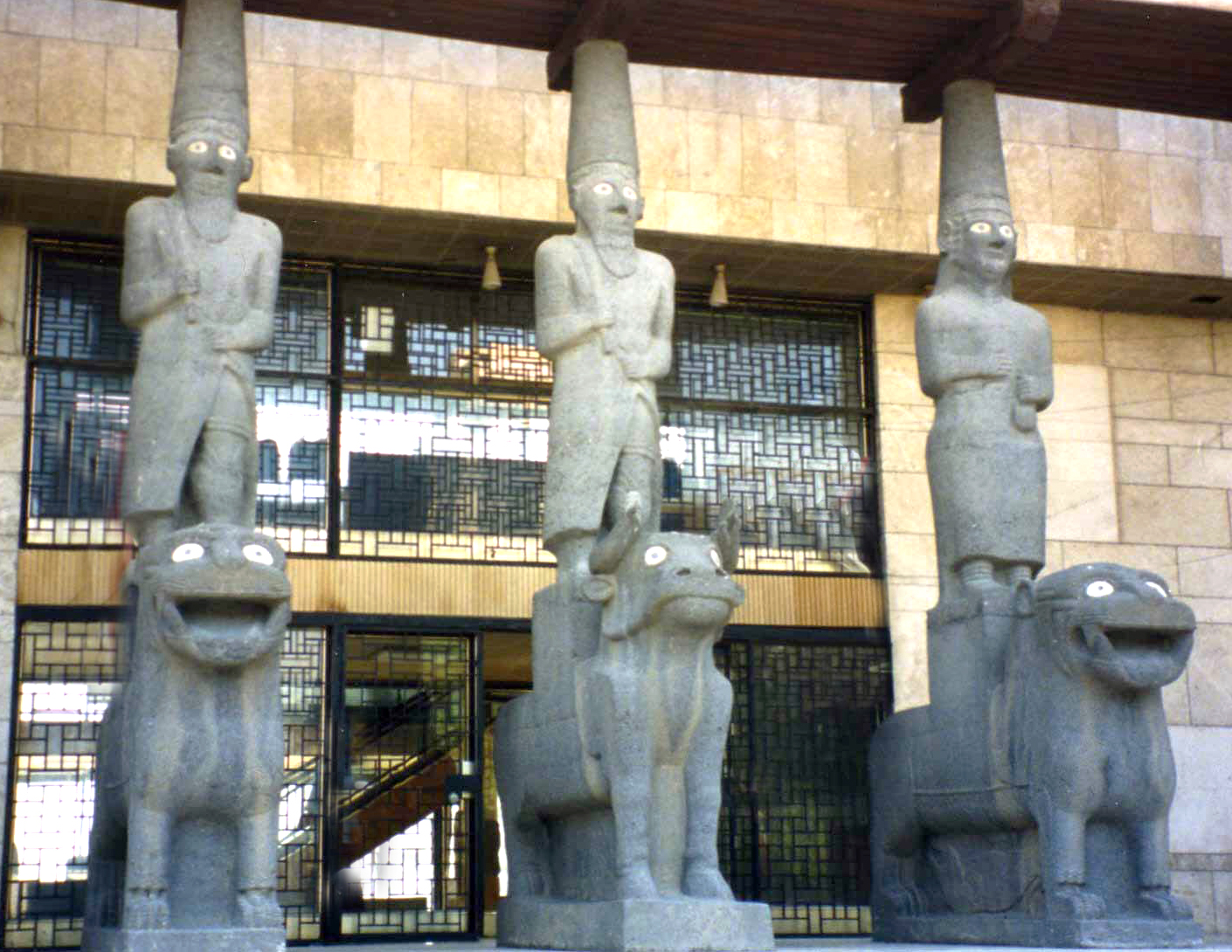
Вхід до музею
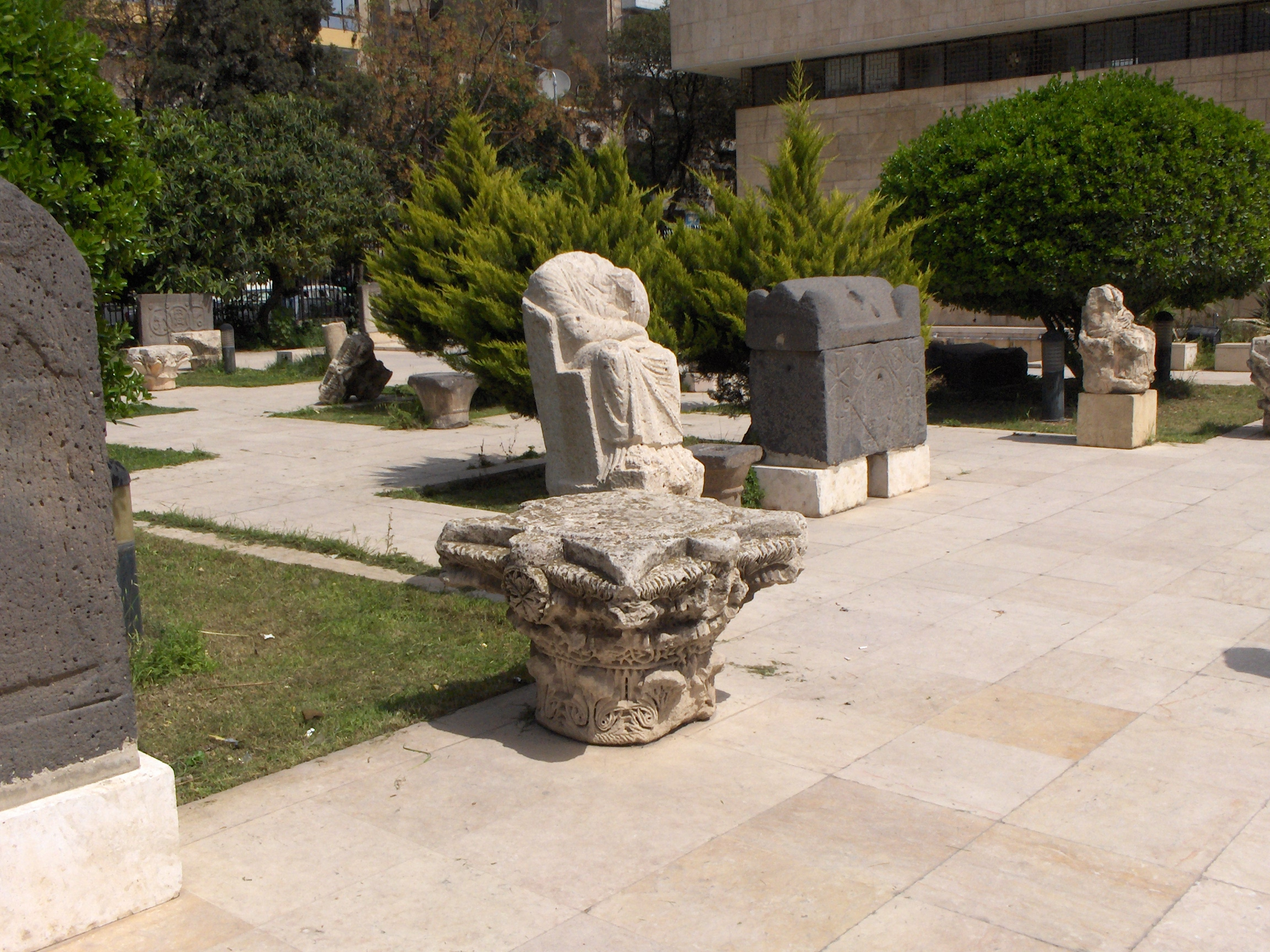
Статуї у дворі музею
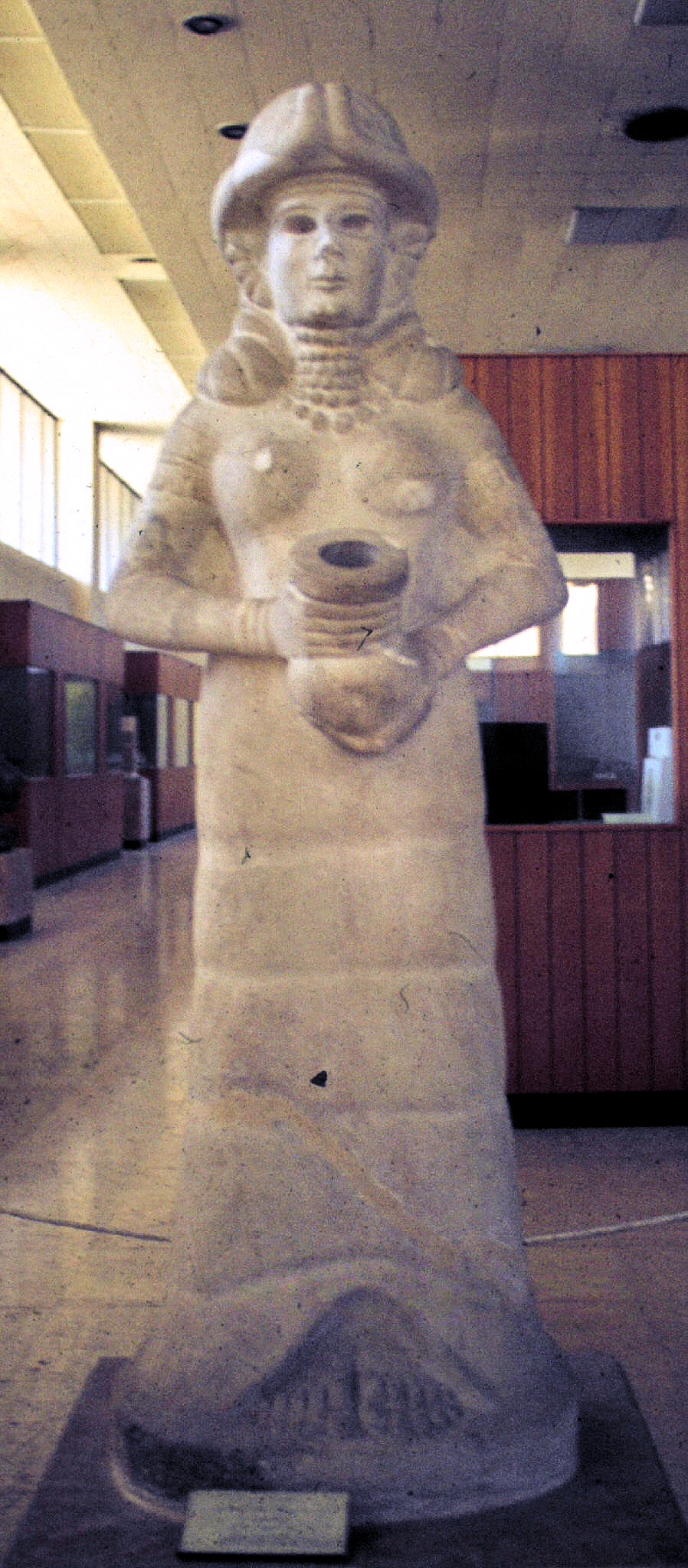
Богиня Марі
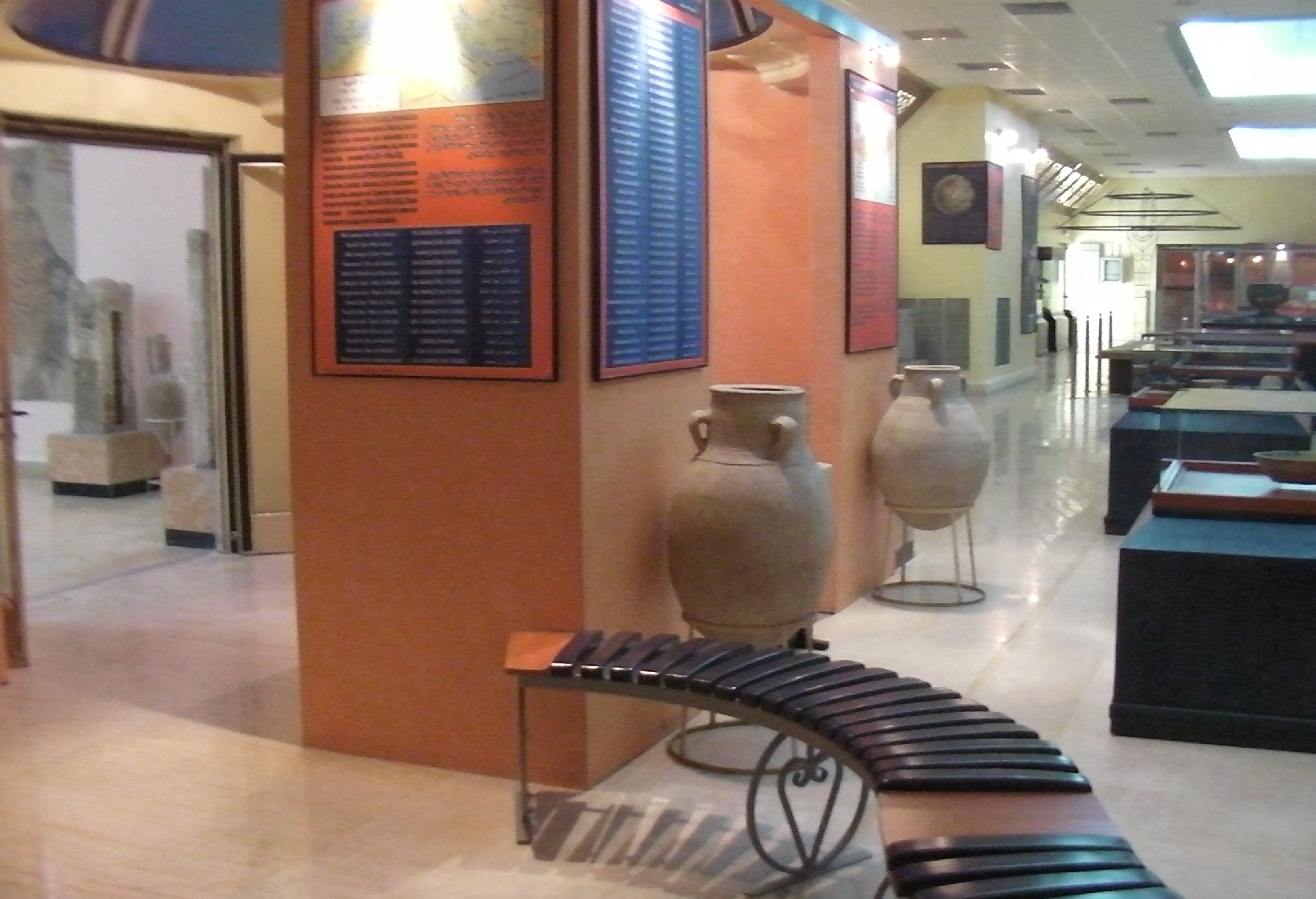
Інтер'єр